# Света Недјеља (Хвар)
Света Недјеља (по локалном чакавском наречју: Свијета Недија) је насеље града Хвара, на острву Хвару, Сплитско-далматинска жупанија, Република Хрватска.

## Историја
До територијалне реорганизације у Хрватској налазила се у саставу старе општине Хвар.

## Становништво
На попису становништва 2011. године, Света Недјеља је имала 131 становника.
| Број становника по пописима | Број становника по пописима | Број становника по пописима | Број становника по пописима | Број становника по пописима | Број становника по пописима | Број становника по пописима | Број становника по пописима | Број становника по пописима | Број становника по пописима | Број становника по пописима | Број становника по пописима | Број становника по пописима | Број становника по пописима | Број становника по пописима | Број становника по пописима |
| --------------------------- | --------------------------- | --------------------------- | --------------------------- | --------------------------- | --------------------------- | --------------------------- | --------------------------- | --------------------------- | --------------------------- | --------------------------- | --------------------------- | --------------------------- | --------------------------- | --------------------------- | --------------------------- |
| 1857                        | 1869                        | 1880                        | 1890                        | 1900                        | 1910                        | 1921                        | 1931                        | 1948                        | 1953                        | 1961                        | 1971                        | 1981                        | 1991                        | 2001                        | 2011                        |
| 180                         | 0                           | 221                         | 267                         | 284                         | 221                         | 221                         | 232                         | 245                         | 242                         | 226                         | 178                         | 146                         | 141                         | 148                         | 131                         |

Напомена: У 1961. и 1971. исказивано је под именом Недјеља. У 1869. подаци су садржани у насељу Свирче (општина Јелса). У 1921. садржи податке за насеље Јагодна.

### Попис1991.
На попису становништва 1991. године, насељено место Света Недјеља је имало 141 становника, следећег националног састава:
| Попис 1991.‍  | Попис 1991.‍  | Попис 1991.‍ | Попис 1991.‍ | Попис 1991.‍ |
| ------------ | ------------ | ----------- | ----------- | ----------- |
|              |              |             |             |             |
| Хрвати       | Хрвати       |             | 137         | 97,16%      |
| Словенци     | Словенци     |             | 3           | 2,12%       |
| неопредељени | неопредељени |             | 1           | 0,70%       |
| укупно: 141  |              |             |             |             |